# چال‌زن

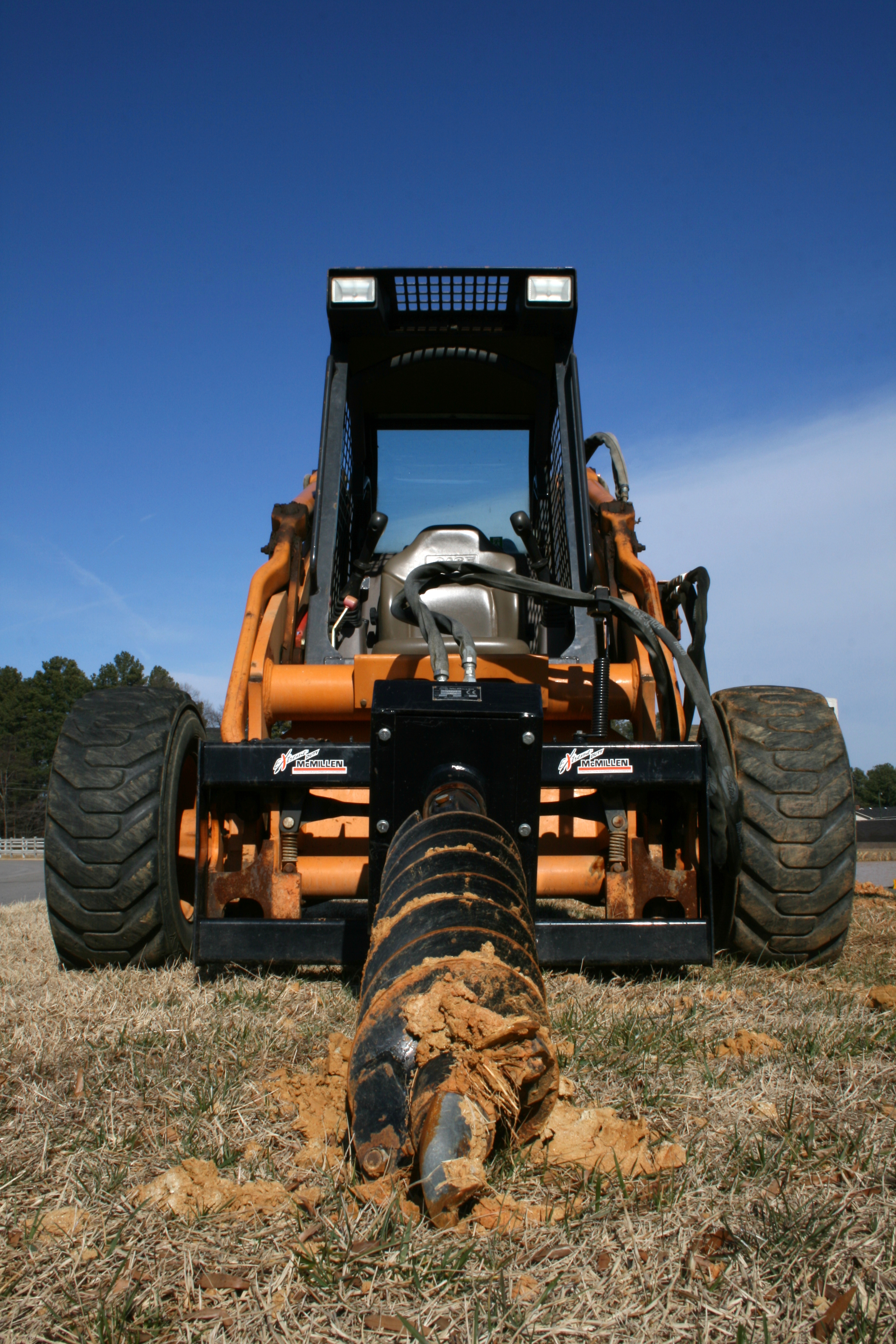
یک دستگاه چاله‌زن

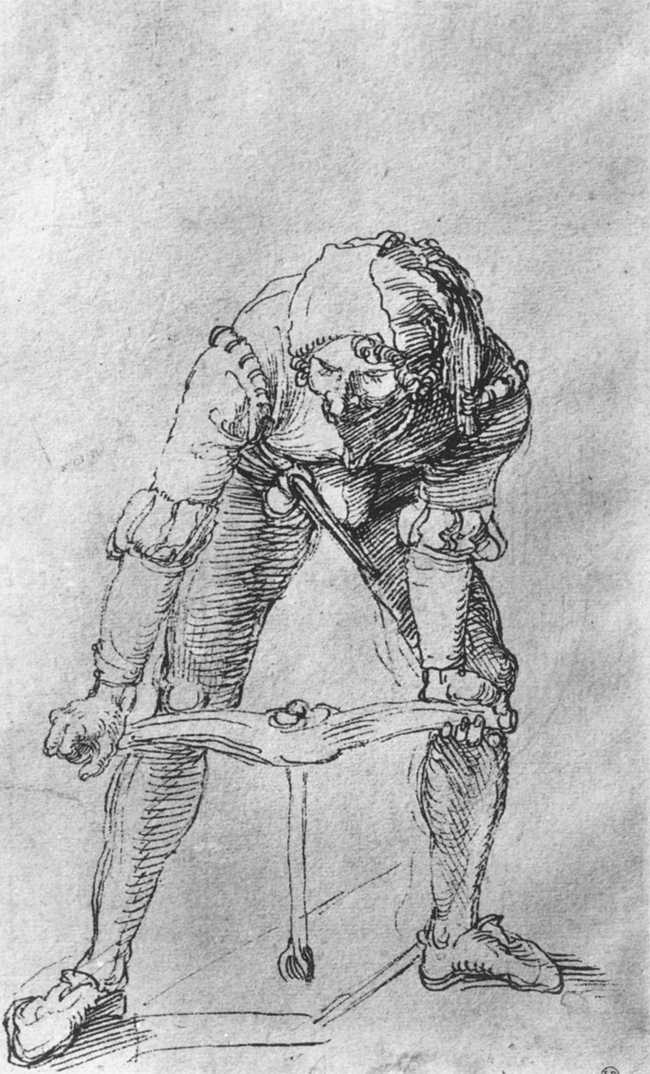
یک مرد در حال چاله‌زنی در سال ۱۴۹۶ میلادی

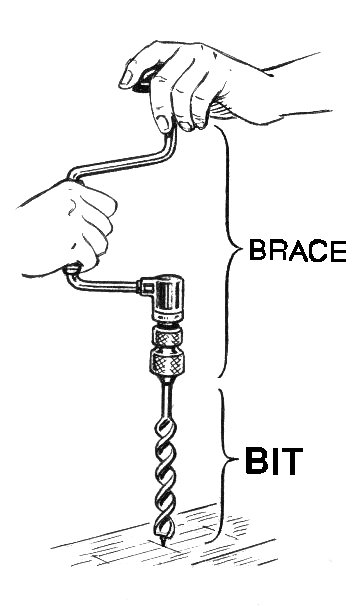
یک چال‌زن برای چوبکاری

چال‌زن (به انگلیسی: Auger) یک وسیله حفاری یا مته حفاری است که معمولاً شامل یک تیغه مارپیچ گردان است که به عنوان مارپیچ نقال جهت خارج کردن مواد حفاری شده عمل می‌کند. چرخش تیغه باعث خروج مواد از حفرهٔ در حال حفاری می‌شود.